# الحالة الكيميائية
الحالة الكيميائية( chemical state) للعنصر الكيميائي ترجع إلى خصائصه الإلكترونية والكيميائية والفيزيائية حينما يكون متحدًا مع نفسه أو مع مجموعة من عنصر واحد أو أكثر. وغالبًا ما يتم تعريف الحالة الكيميائية على أنها "حالة أكسدة" عند الإشارة إلى كاتيونات المعادن. عند الإشارة إلى المواد العضوية، تعرف على أنها مجموعة كيميائية، وهي مجموعة من عدة عناصر مرتبطة ببعضها البعض. يصف أو يميز علماء المواد وفيزيائيو الحالة الصلبة والكيميائيون التحليليون وعلماء السطوح وخبراء التحليل الطيفي الطبيعة الكيميائية والفيزيائية و/أو الإلكترونية للسطح أو المناطق الأساسية للمادة على أنها تحتوي أو موجودة كحالة كيميائية واحدة أو أكثر.

## ملخص
تتضمن مجموعة الحالة الكيميائية وتشتمل على هذه المجموعات والكيانات التابعة: الأنواع الكيميائية، والمجموعة الوظيفية، والأنيون، والكاتيون، وحالة الأكسدة، والمركب الكيميائي، والأشكال الأولية للعناصر.
يُستخدم هذا المصطلح أو العبارة عادةً عند تفسير بيانات التقنيات التحليلية مثل:
- مطيافية الإلكترون أوجيه (AES)
- مطيافية الأشعة السينية المشتتة للطاقة (EDS، EDX)
- مطيافية الأشعة تحت الحمراء (IR، FT-IR، ATR)
- الكروماتوغرافيا السائلة (LC, HPLC)
- مطيافية الكتلة (MS، ToF-SIMS، D-SIMS)
- الرنين النووي المغناطيسي (NMR، H-NMR، C-NMR، X-NMR)
- مطيافية الانبعاث الضوئي (PES، UPS)
- مطيافية رامان (FT-Raman)
- التحليل الطيفي للأشعة فوق البنفسجية المرئية (UV-Vis)
- مطيافية الأشعة السينية الضوئية الإلكترونية (XPS، ESCA)
- مطيافية الأشعة السينية المشتتة حسب الطول الموجي (WDX، WDS)

## الدلالة
يمكن أن تكون الحالة الكيميائية لمجموعة من العناصر مشابهة، ولكن ليست متطابقة تماما للحالة الكيميائية لمجموعة أخرى مماثلة من العناصر لأن المجموعتين تحتويان على نسب مختلفة من نفس العناصر ونتيجة لذلك، تظهران خصائص كيميائية وإلكترونية وفيزيائية مختلفة يمكن اكتشافها بواسطة تقنيات طيفية مختلفة.
إضافة إلى ذلك، يمكن أن توجد حالة كيميائية على سطح مادة صلبة أو داخلها ويمكن في كثير من الأحيان، ولكن ليس دائمًا، أن تكون معزولة أو منفصلة عن الأنواع الكيميائية الأخرى الموجودة على سطح تلك المادة. يصف علماء السطوح وخبراء التحليل الطيفي والمحللون الكيميائيون وعلماء المواد في كثير من الأحيان الطبيعة الكيميائية للأنواع الكيميائية أو المجموعة الوظيفية أو الأنيون أو الكاتيون المكتشف على السطح وبالقرب من سطح مادة الحالة الصلبة كحالتها الكيميائية.
لفهم كيفية اختلاف الحالة الكيميائية عن حالة الأكسدة أو الأنيون أو الكاتيون، قارن بين فلوريد الصوديوم (NaF) و البولي تترافلورو إيثيلين (PTFE، تفلون). يحتوي كلاهما على الفلور، وهو العنصر الأكثر سالبية كهربيًا، ولكن NaF فقط يذوب في الماء لتكوين أيونات منفصلة، Na+ وF−. إن السالبية الكهربية للفلور تستقطب بشدة كثافة الإلكترون الموجودة بين الكربون والفلور، ولكن ليس بدرجة كافية لإنتاج أيونات تسمح له بالذوبان في الماء. في حين يتمتع كل من الكربون والفلور في التفلون (PTFE) بشحنة إلكترونية تساوي صفرًا لأنهما يشكلان رابطة تساهمية، لكن قِلة من العلماء يصفون تلك العناصر بأنها ذات حالة أكسدة تساوي صفرًا. من ناحية أخرى، غالبًا ما تصنف العديد من العناصر، في شكلها النقي، بأنها موجودة بحالة أكسدة تساوي صفرًا. وهذه إحدى سمات التسمية التي تم الحفاظ عليها على مر السنين.

## تسمية وثيقة الصلة
غالبًا ما يتم الخلط بين الحالة الكيميائية لعنصر ما وحالة أكسدته. فالحالة الكيميائية لعنصر أو مجموعة من العناصر التي لها شحنة أيونية غير صفرية، على سبيل المثال (1+)، (2+)، (3+)، (1-)، (2-) (3-)، يتم تعريفها على أنها حالة الأكسدة لهذا العنصر أو مجموعة العناصر. يمكن عادةً إذابة العناصر أو المجموعات الكيميائية التي تحمل شحنة أيونية لتكوين أيونات إما في الماء أو في مذيب قطبي آخر. يتم وصف مثل هذا المركب أو الملح بأنه مركب أيوني ذو روابط أيونية، مما يعني أنه في الواقع، تم نقل كل كثافة الإلكترونات الخاصة بواحد أو أكثر من الإلكترونات التكافؤية من المجموعة الأقل كهرسلبية من العناصر إلى المجموعة الأكثر كهرسلبية. في حالة المركب غير الأيوني تكون الروابط الكيميائية غير أيونية، مما يعني أنه ربما لن يذوب في الماء أو أي مذيب قطبي آخر. تحتوي العديد من المركبات غير الأيونية على روابط كيميائية تشترك في كثافة الإلكترون التي تربطها معًا. هذا النوع من الرابطة الكيميائية هو إما رابطة تساهمية غير قطبية أو رابطة تساهمية قطبية.
المجموعة الوظيفية تشبه إلى حد كبير النوع والمجموعة الكيميائية.و هما تظهران سلوك تفاعلي أو إشارة طيفية مميزة عند تحليلها باستخدام طرق طيفية مختلفة. تُستخدم هذه المجموعات الثلاث عادةً لوصف مجموعات العناصر الموجودة داخل الجزيء العضوي.

## أمثلة على الأسماء الكيميائية التي تصف الحالة الكيميائية لمجموعة من العناصر
القائمة التالية من المركبات المحايدة والأنيونات والكاتيونات والمجموعات الوظيفية والأنواع الكيميائية هي قائمة جزئية للعديد من مجموعات العناصر التي يمكن أن تظهر أو يكون لها "حالة كيميائية" فريدة أثناء كونها جزءًا من السطح البيني أو الجزء الأكبر من مادة الحالة الصلبة.
قالب:قائمة الأعمدة